# Tedania infundibuliformis
Tedania infundibuliformis är en svampdjursart som beskrevs av Ridley och Arthur Dendy 1886. Tedania infundibuliformis ingår i släktet Tedania och familjen Tedaniidae. Inga underarter finns listade i Catalogue of Life.